# مورغان زيبا
مورغان زيبا (بالسويدية: Morgan Zeba)‏ هو لاعب كرة قدم سويدي في مركز الوسط، ولد في 24 أغسطس 1974 في مالمو في السويد. لعب مع تشارلستون بيتري وريتشموند كيكرز.